# Черномордик, Евгений Наумович
Евгений Наумович Черномордик (13 ноября 1919, Смоленск — 26 июня 1981, Горький) — советский конструктор и учёный, лауреат Ленинской и Сталинской премий.

## Биография
Родился в Смоленске.
Окончил Московское высшее техническое училище им. Баумана по специальности «инженер-механик» (1945). В 1941—1943 годах одновременно с учёбой работал мастером, конструктором на машиностроительном заводе.
В 1945—1963 годах конструктор, заместитель главного конструктора машиностроительного завода. С 1964 года работал в ОКБМ (Опытное конструкторское бюро машиностроения): и. о. заместителя главного конструктора, с 1966 года первый заместитель начальника — главный конструктор, в 1975—1981 годах главный инженер — первый заместитель начальника ОКБМ.
Доцент кафедры «Проектирование реакторов» (1964), кандидат технических наук (1965).
Скончался 26 июня 1981 года. Похоронен на Бугровском кладбище, 5 квартал.

## Награды и звания
- Сталинская премия второй степени (1951 год) — за участие в разработке конструкции диффузионных машин;
- Ленинская премия (1958 год)[2];
- Два ордена Ленина;
- Орден Октябрьской Революции;
- Орден Трудового Красного Знамени;
- Медали.